# Mason County, Illinois
Mason County är ett administrativt område i delstaten Illinois, USA. År 2010 hade countyt 14 666 invånare. Den administrativa huvudorten (county seat) är Havana.

## Geografi
Enligt United States Census Bureau har countyt en total area på 1 459 km². 1 396 km² av den arean är land och 63 km² är vatten.

### Angränsande countyn
- Fulton County - nord
- Tazewell County - nordost
- Logan County - sydost
- Menard County - syd
- Cass County - sydväst
- Schuyler County - väst